# Луций Цецилий Метелл (консул 68 года до н. э.)
Лу́ций Цеци́лий Мете́лл (лат. Lucius Caecilis Metellus, предположительно 111 — 68 годы до н. э.) — древнеримский политический деятель из плебейского рода Цецилиев Метеллов, консул 68 года до н. э. Некоторое время управлял провинцией Сицилия, умер до истечения консульских полномочий.

## Происхождение
Луций Цецилий принадлежал к влиятельному плебейскому роду Цецилиев Метеллов, происходившему, согласно легенде, от сына бога Вулкана Цекула, основателя города Пренесте. Метеллы вошли в состав сенаторского сословия в начале III века до н. э.: первый консул из этого рода был избран в 285 году до н. э. Луций был сыном Гая Цецилия Метелла Капрария и одним из многочисленных внуков Квинта Цецилия Метелла Македонского. Его братьями были Квинт Цецилий Метелл Критский, консул 69 года до н. э., а также, возможно, Марк Цецилий Метелл, претор того же года.

## Биография
Учитывая дату консулата Луция Цецилия и требования Корнелиева закона, установившего определённые временные интервалы между высшими магистратурами, исследователи относят рождение Метелла приблизительно к 111 году до н. э. Его карьера началась с должности монетного триумвира. Точных датировок нет, и разные антиковеды говорят о 96, 91/90 либо 88 годах до н. э. Совместно с коллегами, Авлом Постумием Альбином и Гаем Публицием Маллеолом, Луций чеканил денарии, изображавшие богиню Викторию, которая коронует Рому, а также Диоскуров, воина перед трофеем и всадников, которые топчут поверженного врага. Существует предположение, что вся эта монетная серия связана с триумфом Гнея Помпея Страбона над италиками, состоявшимся в декабре 89 года до н. э.
Предположительно в 71 году до н. э. Луций Цецилий занимал должность претора. По истечении полномочий он стал наместником Сицилии с империем пропретора, сменив на этом посту Гая Верреса. Метеллу пришлось сражаться с пиратами, которые, возглавляемые неким Пирганионом, незадолго до того разбили римский флот и даже заняли Сиракузы; пропретор разбил Пирганиона в морском и сухопутном сражениях и заставил уйти из Сицилии. Из-за грабительской политики предыдущего наместника провинция находилась в глубоком упадке, но Луций смог стабилизировать ситуацию. Марк Туллий Цицерон, ставший обвинителем Верреса в суде, с одобрением отзывался о деятельности Луция в своих речах, но в то же время жаловался, что этот Метелл и его братья используют своё влияние, чтобы добиться оправдательного приговора. В частности, Луций с помощью насилия и угроз принуждал магистратов местных общин к составлению хвалебного отзыва о подсудимом, пытался заставить свидетелей обвинения отказаться от поездки в Рим на суд.
В 68 году до н. э. Луций Цецилий стал консулом, причём сменил в этой должности своего брата Квинта. Его коллегой стал ещё один плебей, Квинт Марций Рекс. Вскоре после принятия полномочий Метелл скончался; на его место был выбран консул-суффект, Сервилий Ватия.

## Потомки
У Луция Цецилия был сын того же имени, народный трибун в 49 году до н. э.